# Микренски височини
Микренските височини са нископланински рид във вътрешната структурна ивица на Средния Предбалкан, области Ловеч и Габрово, на север от реките Калник (десен приток на Вит) и Видима (ляв приток на Росица), с посока запад – изток.
Височини от север и от юг са очертани от надлъжни антиклинални ерозионни понижения, по които протичат следните реки:
- На север долините на реките Лъга (десен приток на Сопотска река, от басейна на Вит), Дрипла (ляв приток на Осъм), Българенска река (десен приток на Осъм) и Крапец (ляв приток на Росица) ги отделят съответно от рида Гагайка, Ловчанските и Севлиевските височини;
- На юг долините на реките Калник (десен приток на Вит), Сухата река (ляв приток на Осъм), Малката река (десен приток на Осъм) и Видима ги отделят съответно от северните разклонения на Васильовска планина, Троянската хълмиста област и Черновръшкия рид;
- На изток склоновете на височините постепенно потъват в Севлиевското поле.

Дължината им от запад на изток е около 55 км, а ширината от север на юг – 7 – 8 км. Най-издигната е западната им част, където са върховете Пашаалан (874,9 м), Караджова могила (835,8 м), Кръста (802 м), Орлова чука (772 м) и др.
Билото се издига на 750 – 850 м. В средната си част височините са проломени от река Осъм и се разделят на две части – западна по-висока и източна по-ниска. Западната част от своя страна е надлъжно разчленена от горната долина на Батънска река (Сопотска река) и Ломецка река (ляв приток на Осъм) на две успоредни редици – северна и южна. Изградени са от долнокредни (аптски) варовити и песъчливи огънати пластове на синклинално плато, моделирано в Пашааланската синклинала. Силно са опороени и обезлесени.
Климатът е умерено-континентален със сравнително студена зима и топло лято. Почвите са сиви горски. Обрасли са с букови и габърово-благунови гори.
Във вътрешността на Микренските височини са разположени селата Лешница, Ломец и Стефаново, а в подножията им – селата Микре, Голец, Абланица, Българене, Малиново и Ряховците (по северното подножие), Старо село, Борима, Дълбок дол, Добродан, Врабево, Дамяново, Хирево и Сенник (по южното подножие) и село Сопот (в най-западната им част).
През височините и покрай тях преминават три пътя от Държавната пътна мрежа:
По цялото им северно подножие, от село Сопот до град Севлиево, на протежение от 55,6 км – участък от първокласен път № 4 Ябланица – Велико Търново – Шумен;
По пролома на река Осъм през височините, от север на юг, на протежение от 11 км – участък от второкласен път № 35 Плевен – Ловеч – Троян – Кърнаре;
По югозападното им подножие, на протежение от 30,4 км – участък от третокласен път № 402 Василковска махала – Борима – Дълбок дол.
Успоредно на път № 35, през пролома на Осъм преминава и участък от трасето на жп линията Левски – Ловеч – Троян.

## Топографска карта
- Лист от карта K-35-25. Мащаб: 1 : 100 000.
- Лист от карта K-35-26. Мащаб: 1 : 100 000.
- Лист от карта K-35-27. Мащаб: 1 : 100 000.
- Лист от карта K-35-37. Мащаб: 1 : 100 000.
- Лист от карта K-35-38. Мащаб: 1 : 100 000.
- Лист от карта K-35-39. Мащаб: 1 : 100 000.